# Cerithiopsis ladae
Cerithiopsis ladae is een slakkensoort uit de familie van de Cerithiopsidae. De wetenschappelijke naam van de soort is voor het eerst geldig gepubliceerd in 2007 door Prkic & Buzzurro.